# Theo van Seggelen
Theo van Seggelen (Leiden, 22 mei 1954) is een Nederlands voormalig voetballer en vakbondsbestuurder. Hij is oud-voorzitter van zowel de VVCS als van FIFPro.

## Spelersloopbaan
Van Seggelen begon bij LFC en speelde als middenvelder bij UVS uit Leiden in de Hoofdklasse toen hij in 1980 door Telstar gecontracteerd werd. Hij speelde twee seizoenen in de Eerste divisie. In 1982 weigerde hij een nieuwe contractaanbieding en moest daardoor terugkeren bij zijn oude club UVS die inmiddels in de Tweede klasse speelde. In 1983 keerde Van Seggelen terug in de Hoofdklasse bij het Amsterdamse AFC. Hij sloot zijn spelersloopbaan af bij wederom UVS.

## Maatschappelijke loopbaan
Naast het voetbal studeerde Van Seggelen rechten aan de Rijksuniversiteit Leiden waar hij afstudeerde in het notarieel recht. Hij speelde ook voor het Nederlands studentenelftal en nam deel aan de Universiade 1979 in Mexico. Bij Telstar kwam hij al snel in de spelersraad en werd, mede vanwege zijn juridische kennis, als lastig gezien. In 1982 werd hij, samen met Louis van Gaal, als lid toegevoegd aan het bestuur van de Vereniging van Contractspelers (VVCS) in het bestuur van de nieuwe voorzitter Arend Steunenberg. In 1986 volgde hij Van Gaal op als voorzitter van de een jaar eerder opgerichte Centrale Spelers Raad (CSR). Daarnaast was Van Seggelen acht jaar werkzaam als kandidaat-notaris.
Per 1 april 1992 volgde Van Seggelen Karel Jansen op als voorzitter van de VVCS. In 2005 werd hij secretaris-generaal van de internationale spelersvakbond FIFPro en stopte hij als VVCS-voorzitter. Per 1 januari 2020 stopte hij zijn werkzaamheden voorzitter van FIFPro en droeg op 14 december 2020 formeel zijn functie over. Hierbij werd hij gedecoreerd tot Ridder in de Orde van Oranje Nassau.